# 月日磐

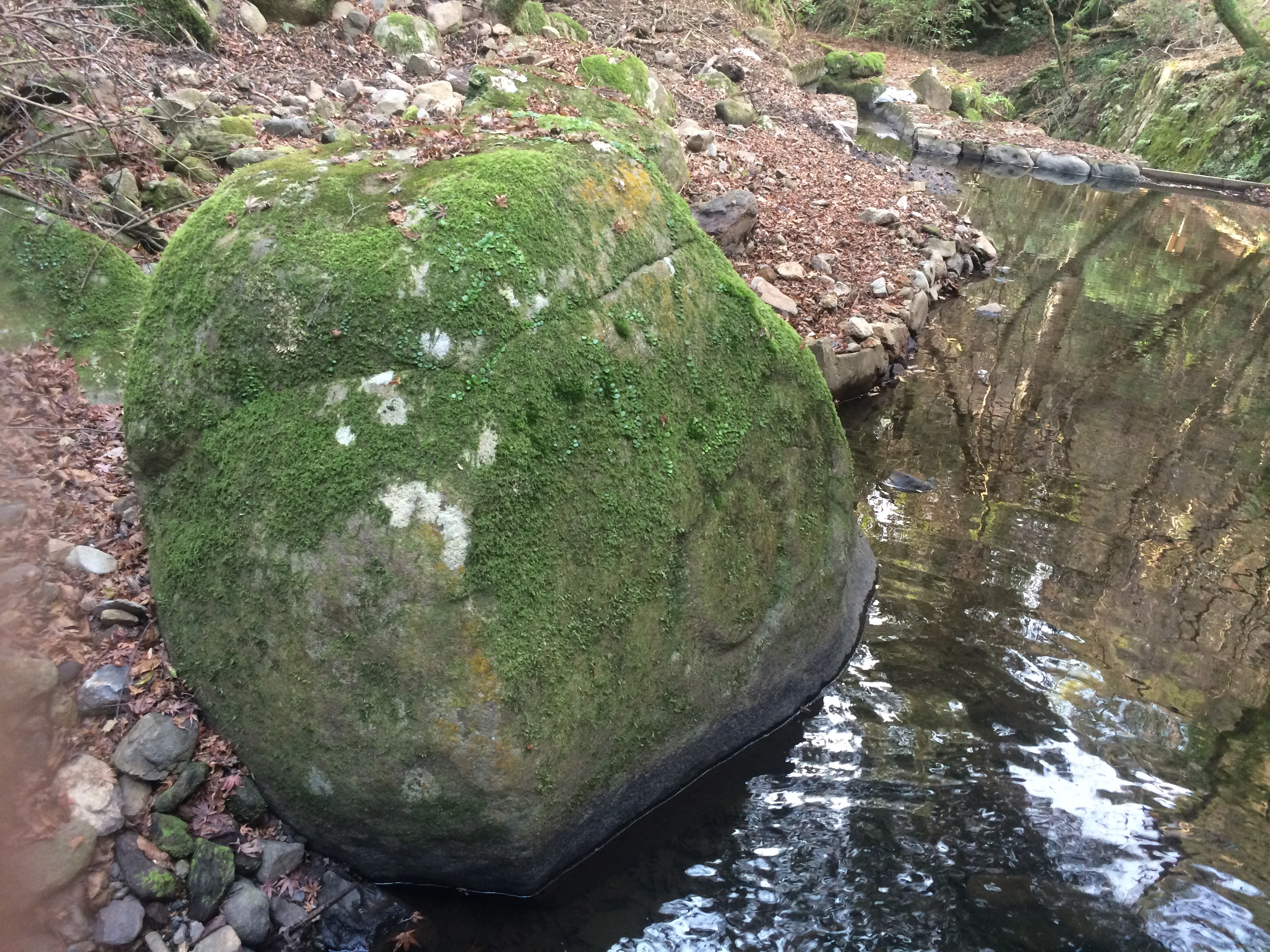
月日磐

月日磐（つきひいわ）は奈良県奈良市春日野町にある景勝地（石）である。
春日山遊歩道の北起点より東に数百m入ったところに、案内の石碑がある。
その地点から右（南）に吉城川（水谷川）水面近くまで降り、川に沿って少し遡上すると、古い堰が見えるのでそこより左岸に渡る。
左岸をさらに遡上すると少し高段に古い灯籠が見え、灯籠の下付近の流れの中に苔むした石があり、これを月日磐と呼ぶ。
流れ側に日と三日月を模した陰刻が施されているが、彫られた時期などはわからない。

## 歴史

### 氷室神社縁起
和銅3年(710年)7月22日、後の氷室神社の前身となる氷神を、春日の三笠山麓を流れる水谷川上流、月日磐に祀った（下津岩根宮）との記録が残っている。
吉城川氷室、春日氷室、水谷氷室、高橋氷室等とも称され、『大和志料』では延喜式神名帳に見られる添上郡の高橋神社にこの地を比定している。
この地の氷室に厳冬期に結氷させた氷を貯め置き、夏に平城宮へ献氷させたという。
和銅4年(711年)6月1日以降、毎年勅祭として献氷祭が恒例となっていたが、平安期には臨時祭となり衰退した。
貞観2年(860年)、今の氷室神社の地へ遷ったと伝わる。

### その他の記録
天平勝宝8歳(756年)の東大寺山界四至図(正倉院蔵)には、この付近に「氷池」「神地」と記され、また『興福寺流記』所収の『天平記』には、興福寺の寺域東限は氷室の西垣にあたると記されている。

## ギャラリー

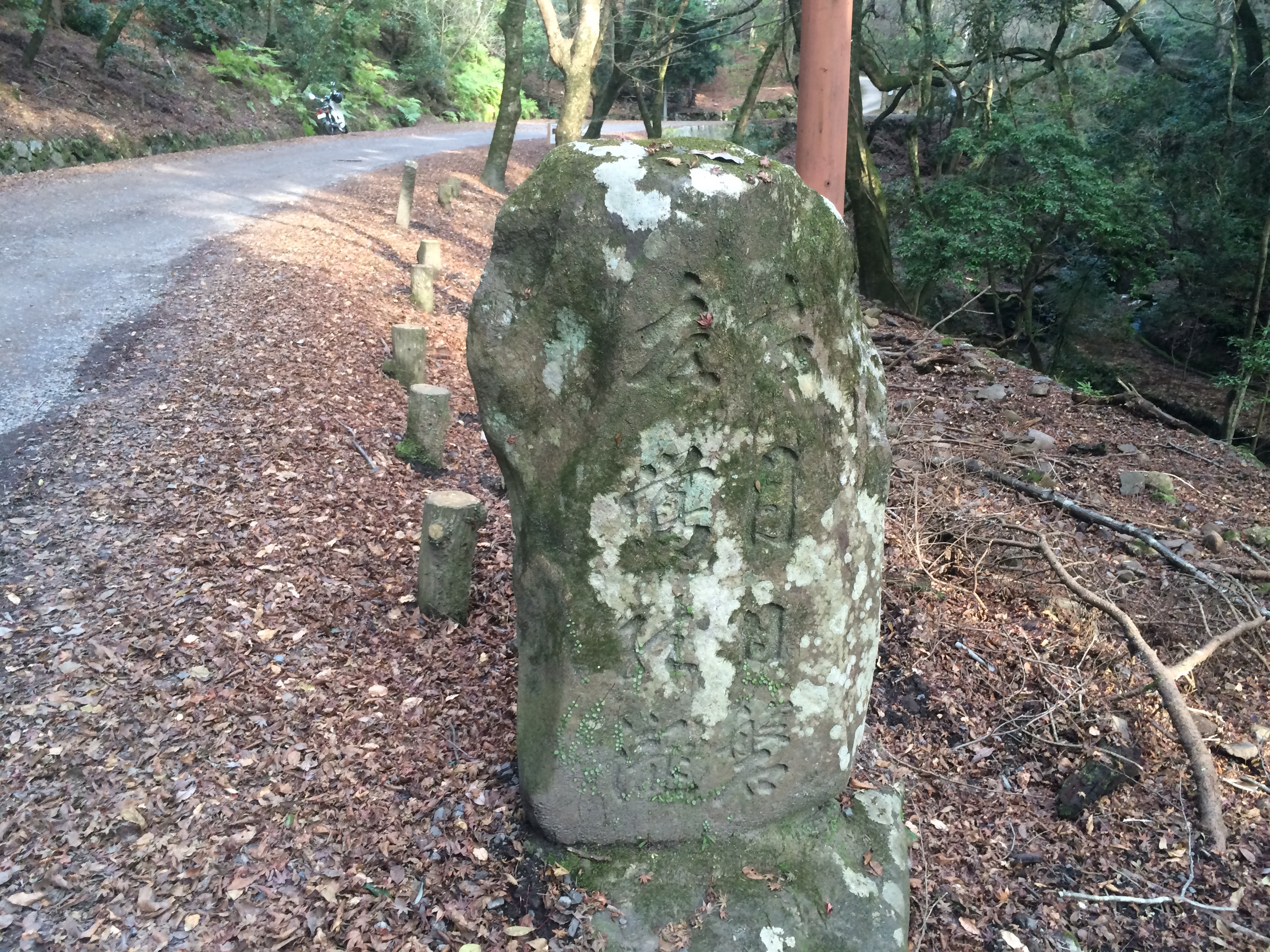
月日磐を案内する石碑
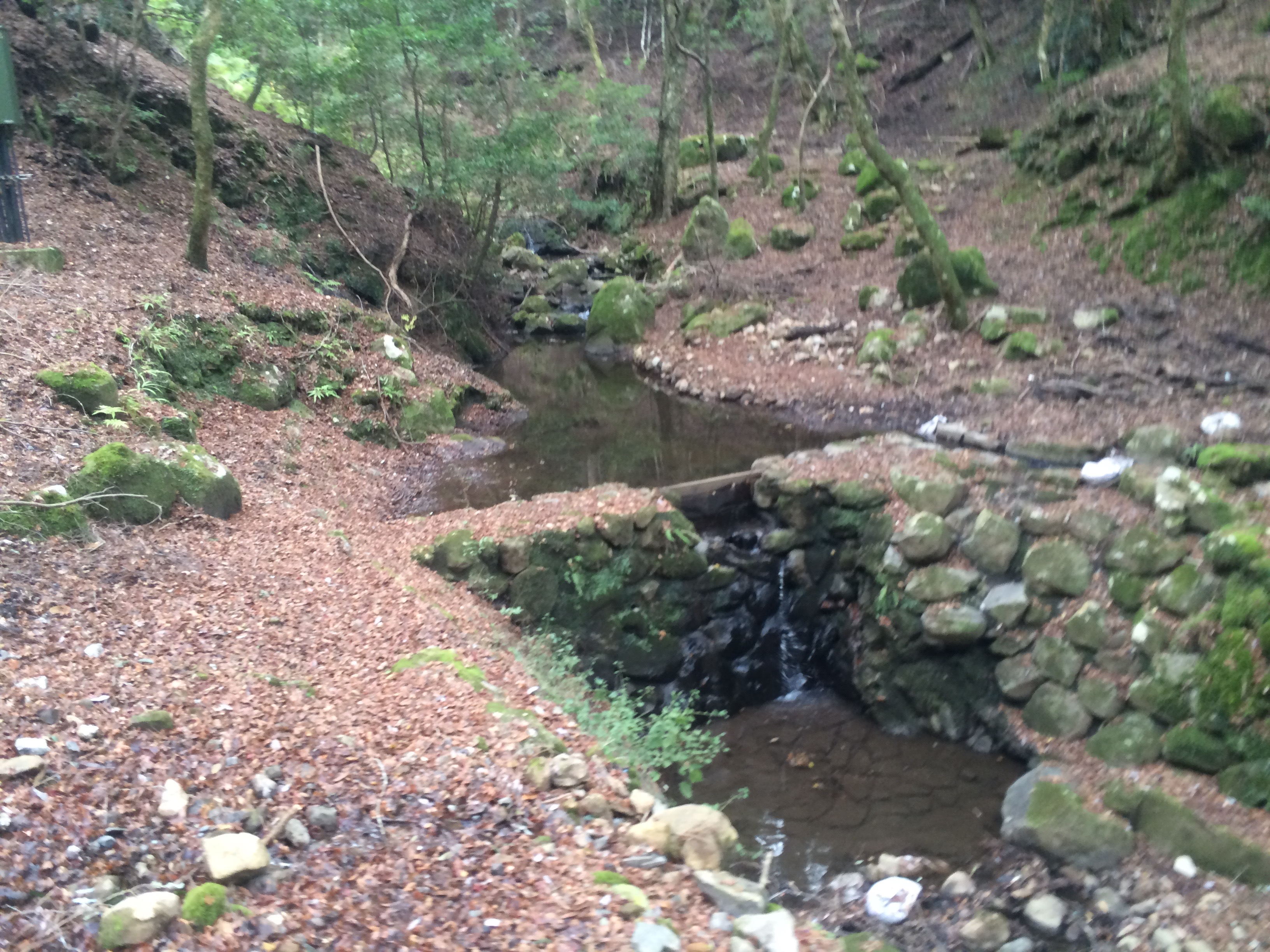
月日磐に至る道中の堰
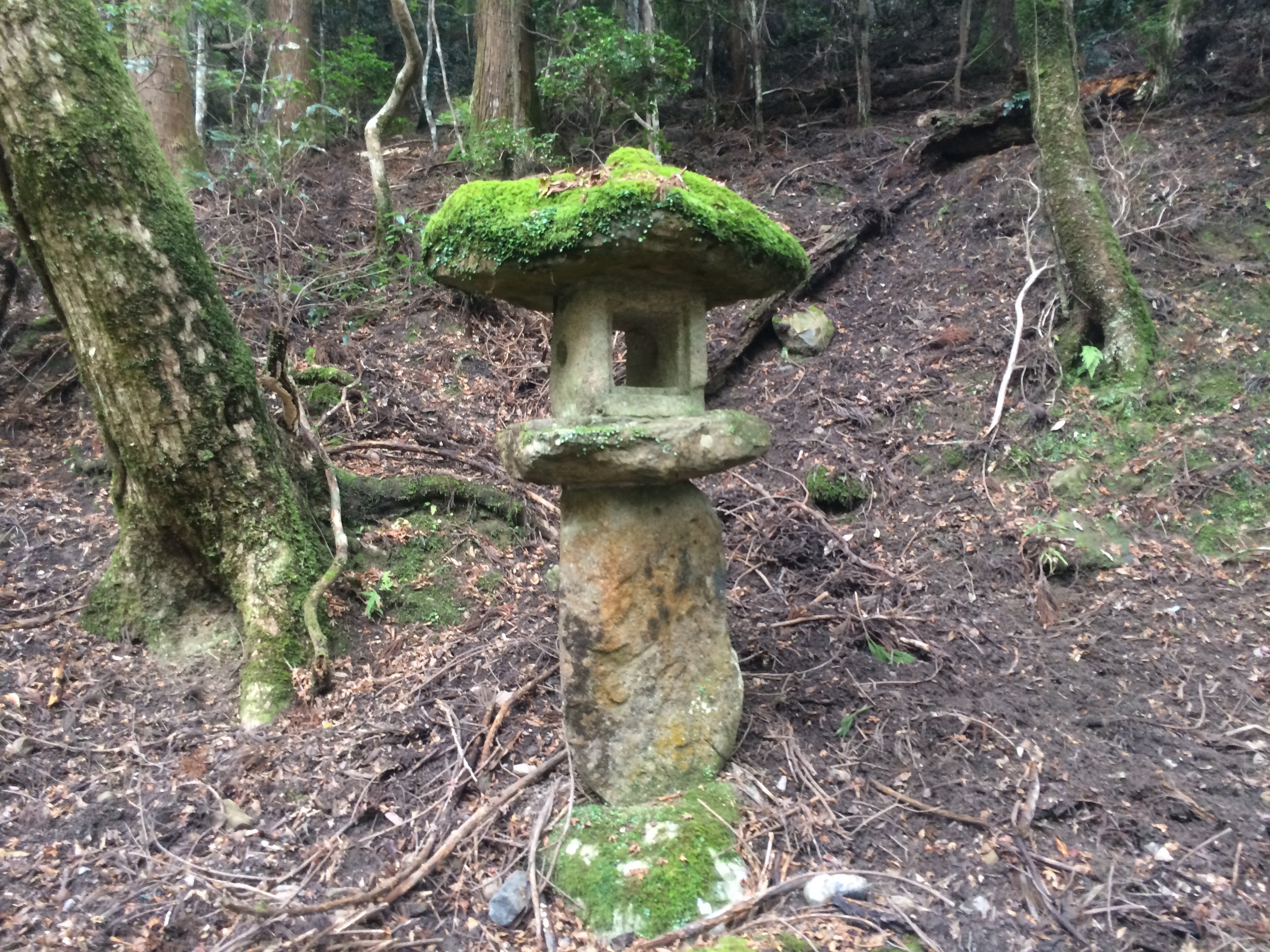
月日磐そばに佇む古い灯篭